# Invisible Touch Tour
El Invisible Touch Tour es una gira de conciertos de la banda de Rock progresivo británica, Genesis, la cual abarcó Norteamérica, Europa, Oceanía y Asia. Comenzó el 18 de septiembre de 1986 en Detroit y acabó (con 112 conciertos realizados) en Londres el 4 de julio de 1987. En algunos de los conciertos en Wembley, la banda grabó el DVD "Genesis Live at Wembley Stadium".

## Lista de canciones
1. Mama
2. Abacab
3. Land of Confusion
4. That's All
5. Domino (Parte 1: In the Glow of the Night - Parte 2: The Last Domino)
6. In too Deep
7. The Brazilian
8. Follow You, Follow Me
9. Tonight, Tonight, Tonight
10. Home by the Sea/ Second Home by the Sea
11. Throwing It All Away
12. In the Cage Medley (In the Cage, ...In That Quiet Earth, Supper's Ready)
13. Invisible Touch
14. Drum Duet/Los Endos
15. Turn It on Again (Medley)

Han sido interpretadas todas las canciones de Invisible Touch a excepción de Anything She Does, unas de las razones que dieron los integrantes de la banda fue que no le encontraban comienzo a la canción. En las secciones de Europa, Japón y Oceanía, Afterglow reemplazó a Supper's Ready en el In the Cage Medley, Follow You, Follow Me y In too Deep se dejaron de interpretar.

## Banda
Phil Collins: Voz principal, Batería, Percusión eléctrica, Percusión
Tony Banks: Sintetizadores
Mike Rutherford: Guitarras, Bajo, Guitarras adicionales, Voces adicionales
Músicos adicionales:
Daryl Stuermer: Bajo, Guitarras
Chester Thompson: Batería, Percusión eléctrica

## Fechas
| Fecha                    | Ciudad                | País           | Lugar                                 | Tickets           | Ingresos     |
| Norteamérica             | Norteamérica          | Norteamérica   | Norteamérica                          | Norteamérica      | Norteamérica |
| ------------------------ | --------------------- | -------------- | ------------------------------------- | ----------------- | ------------ |
| 18 de septiembre de 1986 | Detroit               | Estados Unidos | Joe Louis Arena                       | 54,168 / 54,168   | $920,856     |
| 19 de septiembre de 1986 | Detroit               | Estados Unidos | Joe Louis Arena                       | 54,168 / 54,168   | $920,856     |
| 20 de septiembre de 1986 | Detroit               | Estados Unidos | Joe Louis Arena                       | 54,168 / 54,168   | $920,856     |
| 22 de septiembre de 1986 | Toronto               | Canadá         | CNE Stadium                           | 61,000 / 61,000   |              |
| 24 de septiembre de 1986 | Filadelfia            | Estados Unidos | The Spectrum                          | 73,230 / 73,230   | $1,214,773   |
| 25 de septiembre de 1986 | Filadelfia            | Estados Unidos | The Spectrum                          | 73,230 / 73,230   | $1,214,773   |
| 26 de septiembre de 1986 | Filadelfia            | Estados Unidos | The Spectrum                          | 73,230 / 73,230   | $1,214,773   |
| 27 de septiembre de 1986 | Filadelfia            | Estados Unidos | The Spectrum                          | 73,230 / 73,230   | $1,214,773   |
| 29 de septiembre de 1986 | Nueva York            | Estados Unidos | Madison Square Garden                 | 99,500 / 99,500   | $1,898,937   |
| 30 de septiembre de 1986 | Nueva York            | Estados Unidos | Madison Square Garden                 | 99,500 / 99,500   | $1,898,937   |
| 1 de octubre de 1986     | Nueva York            | Estados Unidos | Madison Square Garden                 | 99,500 / 99,500   | $1,898,937   |
| 2 de octubre de 1986     | Nueva York            | Estados Unidos | Madison Square Garden                 | 99,500 / 99,500   | $1,898,937   |
| 3 de octubre de 1986     | Nueva York            | Estados Unidos | Madison Square Garden                 | 99,500 / 99,500   | $1,898,937   |
| 5 de octubre de 1986     | Rosemont              | Estados Unidos | Rosemont Horizon                      | 101,987 / 101,987 | $1,784,772   |
| 6 de octubre de 1986     | Rosemont              | Estados Unidos | Rosemont Horizon                      | 101,987 / 101,987 | $1,784,772   |
| 7 de octubre de 1986     | Rosemont              | Estados Unidos | Rosemont Horizon                      | 101,987 / 101,987 | $1,784,772   |
| 8 de octubre de 1986     | Rosemont              | Estados Unidos | Rosemont Horizon                      | 101,987 / 101,987 | $1,784,772   |
| 10 de octubre de 1986    | Rosemont              | Estados Unidos | Rosemont Horizon                      | 101,987 / 101,987 | $1,784,772   |
| 13 de octubre de 1986    | Inglewood, California | Estados Unidos | The Forum                             | 85,739 / 85,739   | $1,440,421   |
| 14 de octubre de 1986    | Inglewood, California | Estados Unidos | The Forum                             | 85,739 / 85,739   | $1,440,421   |
| 15 de octubre de 1986    | Inglewood, California | Estados Unidos | The Forum                             | 85,739 / 85,739   | $1,440,421   |
| 16 de octubre de 1986    | Inglewood, California | Estados Unidos | The Forum                             | 85,739 / 85,739   | $1,440,421   |
| 17 de octubre de 1986    | Inglewood, California | Estados Unidos | The Forum                             | 85,739 / 85,739   | $1,440,421   |
| 19 de octubre de 1986    | Oakland               | Estados Unidos | Oakland–Alameda County Coliseum Arena | 76,607 / 76,607   | $1,340,623   |
| 20 de octubre de 1986    | Oakland               | Estados Unidos | Oakland–Alameda County Coliseum Arena | 76,607 / 76,607   | $1,340,623   |
| 21 de octubre de 1986    | Oakland               | Estados Unidos | Oakland–Alameda County Coliseum Arena | 76,607 / 76,607   | $1,340,623   |
| 22 de octubre de 1986    | Oakland               | Estados Unidos | Oakland–Alameda County Coliseum Arena | 76,607 / 76,607   | $1,340,623   |
| 23 de octubre de 1986    | Oakland               | Estados Unidos | Oakland–Alameda County Coliseum Arena | 76,607 / 76,607   | $1,340,623   |
| 24 de octubre de 1986    | Oakland               | Estados Unidos | Oakland–Alameda County Coliseum Arena | 76,607 / 76,607   | $1,340,623   |
| Oceanía                  |                       |                |                                       |                   |              |
| 23 de noviembre de 1986  | Auckland              | Nueva Zelanda  | Western Springs Stadium               |                   |              |
| 25 de noviembre de 1986  | Sídney, Australia     | Australia      | Sydney Entertainment Centre           |                   |              |
| 26 de noviembre de 1986  | Sídney, Australia     | Australia      | Sydney Entertainment Centre           |                   |              |
| 27 de noviembre de 1986  | Sídney, Australia     | Australia      | Sydney Entertainment Centre           |                   |              |
| 29 de noviembre de 1986  | Brisbane              | Australia      | Brisbane Entertainment Centre         |                   |              |
| 30 de noviembre de 1986  | Brisbane              | Australia      | Brisbane Entertainment Centre         |                   |              |
| 2 de diciembre de 1986   | West Lakes            | Australia      | Football Park                         |                   |              |
| 5 de diciembre de 1986   | Perth                 | Australia      | Perth Entertainment Centre            |                   |              |
| 6 de diciembre de 1986   | Perth                 | Australia      | Perth Entertainment Centre            |                   |              |
| 9 de diciembre de 1986   | Melbourne             | Australia      | Melbourne Entertainment Centre        |                   |              |
| 10 de diciembre de 1986  | Melbourne             | Australia      | Melbourne Entertainment Centre        |                   |              |
| 11 de diciembre de 1986  | Melbourne             | Australia      | Melbourne Entertainment Centre        |                   |              |
| 13 de diciembre de 1986  | Melbourne             | Australia      | Olympic Park Stadium                  |                   |              |
| 15 de diciembre de 1986  | Sídney                | Australia      | Sydney Entertainment Centre           |                   |              |
| 16 de diciembre de 1986  | Sídney                | Australia      | Sydney Entertainment Centre           |                   |              |
| 17 de diciembre de 1986  | Sídney                | Australia      | Sydney Entertainment Centre           |                   |              |
| 18 de diciembre de 1986  | Sídney                | Australia      | Sydney Entertainment Centre           |                   |              |
| 19 de diciembre de 1986  | Sídney                | Australia      | Sydney Entertainment Centre           |                   |              |
| 20 de diciembre de 1986  | Sídney                | Australia      | Sydney Entertainment Centre           |                   |              |
| Norteamérica:            |                       | Australia      |                                       |                   |              |
| 15 de enero de 1987      | Houston               | Estados Unidos | The Summit                            | 34,000 / 34,000   | $566,970     |
| 16 de enero de 1987      | Houston               | Estados Unidos | The Summit                            | 34,000 / 34,000   | $566,970     |
| 18 de enero de 1987      | Dallas, Texas         | Estados Unidos | Reunion Arena                         | 38,000 / 38,000   | $638,242     |
| 19 de enero de 1987      | Dallas, Texas         | Estados Unidos | Reunion Arena                         | 38,000 / 38,000   | $638,242     |
| 21 de enero de 1987      | Kansas City           | Estados Unidos | Kemper Arena                          |                   |              |
| 23 de enero de 1987      | Chapel Hill           | Estados Unidos | Dean Smith Center                     |                   |              |
| 24 de enero de 1987      | Indianápolis          | Estados Unidos | Hoosier Dome                          | 50,000 / 50,000   | $864,178     |
| 25 de enero de 1987      | Richfield             | Estados Unidos | Coliseum at Richfield                 | 37,946 / 37,946   | $996,083     |
| 26 de enero de 1987      | Richfield             | Estados Unidos | Coliseum at Richfield                 | 37,946 / 37,946   | $996,083     |
| 27 de enero de 1987      | Richfield             | Estados Unidos | Coliseum at Richfield                 | 37,946 / 37,946   | $996,083     |
| 29 de enero de 1987      | Landover              | Estados Unidos | Capital Centre                        | 16,114 / 16,114   | $281,995     |
| 31 de enero de 1987      | Chapel Hill           | Estados Unidos | Dean Smith Center                     | 19,940 / 19,940   | $342,037     |
| 1 de febrero de 1987     | Lexington             | Estados Unidos | Rupp Arena                            |                   |              |
| 15 de febrero de 1987    | Hartford              | Estados Unidos | Hartford Civic Center                 |                   |              |
| 16 de febrero de 1987    | Worcester             | Estados Unidos | Centrum in Worcester                  | 37,871 / 37,871   | $646,555     |
| 17 de febrero de 1987    | Worcester             | Estados Unidos | Centrum in Worcester                  | 37,871 / 37,871   | $646,555     |
| 18 de febrero de 1987    | Worcester             | Estados Unidos | Centrum in Worcester                  | 37,871 / 37,871   | $646,555     |
| 20 de febrero de 1987    | Hampton               | Estados Unidos | Hampton Coliseum                      | 20,835 / 20,835   | $364,613     |
| 21 de febrero de 1987    | Hampton               | Estados Unidos | Hampton Coliseum                      | 20,835 / 20,835   | $364,613     |
| 22 de febrero de 1987    | Chapel Hill           | Estados Unidos | Dean Smith Center                     |                   |              |
| 23 de febrero de 1987    | Greensboro            | Estados Unidos | Greensboro Coliseum                   |                   |              |
| 25 de febrero de 1987    | Atlanta               | Estados Unidos | Omni Coliseum                         | 32,021 / 32,021   | $560,368     |
| 26 de febrero de 1987    | Atlanta               | Estados Unidos | Omni Coliseum                         | 32,021 / 32,021   | $560,368     |
| 28 de febrero de 1987    | Orlando               | Estados Unidos | Citrus Bowl                           | 48,120 / 48,120   | $854,130     |
| 1 de marzo de 1987       | Miami                 | Estados Unidos | Orange Bowl                           | 65,356 / 82,000   | $1,160,000   |
| Asia                     |                       |                |                                       |                   |              |
| 13 de marzo de 1987      | Tokio                 | Japón          | Nippon Budokan                        |                   |              |
| 14 de marzo de 1987      | Tokio                 | Japón          | Nippon Budokan                        |                   |              |
| 15 de marzo de 1987      | Tokio                 | Japón          | Nippon Budokan                        |                   |              |
| 16 de marzo de 1987      | Tokio                 | Japón          | Nippon Budokan                        |                   |              |
| 18 de marzo de 1987      | Osaka                 | Japón          | Castle Hall                           |                   |              |
| 19 de marzo de 1987      | Osaka                 | Japón          | Castle Hall                           |                   |              |
| Europa                   |                       |                |                                       |                   |              |
| 10 de mayo de 1987       | Málaga                | España         | Estadio La Rosaleda                   |                   |              |
| 13 de mayo de 1987       | Madrid                | España         | Estadio Vicente Calderón              |                   |              |
| 15 de mayo de 1987       | Milano                | Italia         | Stadio San Siro                       |                   |              |
| 16 de mayo de 1987       | Montreux              | Suiza          | Montreux Jazz Festival                |                   |              |
| 17 de mayo de 1987       | Roma                  | Italia         | Stadio Flaminio                       |                   |              |
| 19 de mayo de 1987       | Toulouse              | Francia        | Stade des Sept Deniers                |                   |              |
| Norteamérica             |                       |                |                                       |                   |              |
| 22 de mayo de 1987       | Los Ángeles           | Estados Unidos | Dodger Stadium                        | 56,938 / 56,938   | $1,099,840   |
| 24 de mayo de 1987       | Pittsburgh            | Estados Unidos | Three Rivers Stadium                  | 58,319 / 58,319   | $1,074,204   |
| 25 de mayo de 1987       | Washington D. C.      | Estados Unidos | Robert F. Kennedy Memorial Stadium    | 49,185 / 49,185   | $983,700     |
| 28 de mayo de 1987       | Filadelfia            | Estados Unidos | Veterans Stadium                      | 107,212 / 107,212 | $2,128,335   |
| 29 de mayo de 1987       | Filadelfia            | Estados Unidos | Veterans Stadium                      | 107,212 / 107,212 | $2,128,335   |
| 30 de mayo de 1987       | East Rutherford       | Estados Unidos | Giants Stadium                        | 117,017 / 117,017 | $2,297,060   |
| 31 de mayo de 1987       | East Rutherford       | Estados Unidos | Giants Stadium                        | 117,017 / 117,017 | $2,297,060   |
| Europa                   |                       |                |                                       |                   |              |
| 2 de junio de 1987       | París                 | Francia        | Palais Omnisports de Paris-Bercy      |                   |              |
| 3 de junio de 1987       | París                 | Francia        | Hippodrome de Vincennes               |                   |              |
| 5 de junio de 1987       | Gentofte              | Dinamarca      | Gentofte Stadion                      |                   |              |
| 7 de junio de 1987       | Hanover               | Alemania       | Niedersachsenstadion                  |                   |              |
| 8 de junio de 1987       | Berlín                | Alemania       | Reichstagsgelände                     |                   |              |
| 10 de junio de 1987      | Dortmund              | Alemania       | Westfalenhallen                       |                   |              |
| 11 de junio de 1987      | Róterdam              | Holanda        | Feijenoord Stadion                    |                   |              |
| 13 de junio de 1987      | Basel                 | Suiza          | St. Jakob Stadium                     |                   |              |
| 14 de junio de 1987      | Tomblaine             | Francia        | Stade Marcel Picot                    |                   |              |
| 16 de junio de 1987      | Vienna                | Austria        | Ernst-Happel-Stadion                  |                   |              |
| 18 de junio de 1987      | Budapest              | Hungría        | Nepstadion                            |                   |              |
| 20 de junio de 1987      | Mannheim              | Alemania       | Maimarktgelände                       |                   |              |
| 21 de junio de 1987      | Múnich                | Alemania       | Olympiastadion                        |                   |              |
| 23 de junio de 1987      | Lyon                  | Francia        | Stade de la Beaujoire                 |                   |              |
| 26 de junio de 1987      | Glasgow               | Escocia        | Hampden Park                          |                   |              |
| 28 de junio de 1987      | Leeds                 | Inglaterra     | Roundhay Park                         | -                 | -            |
| 1 de julio de 1987       | Londres               | Inglaterra     | Wembley Stadium                       | 387,876/ 390,850  | $4,004,667   |
| 2 de julio de 1987       | Londres               | Inglaterra     | Wembley Stadium                       | 387,876/ 390,850  | $4,004,667   |
| 3 de julio de 1987       | Londres               | Inglaterra     | Wembley Stadium                       | 387,876/ 390,850  | $4,004,667   |
| 4 de julio de 1987       | Londres               | Inglaterra     | Wembley Stadium                       | 387,876/ 390,850  | $4,004,667   |